# TreeSize

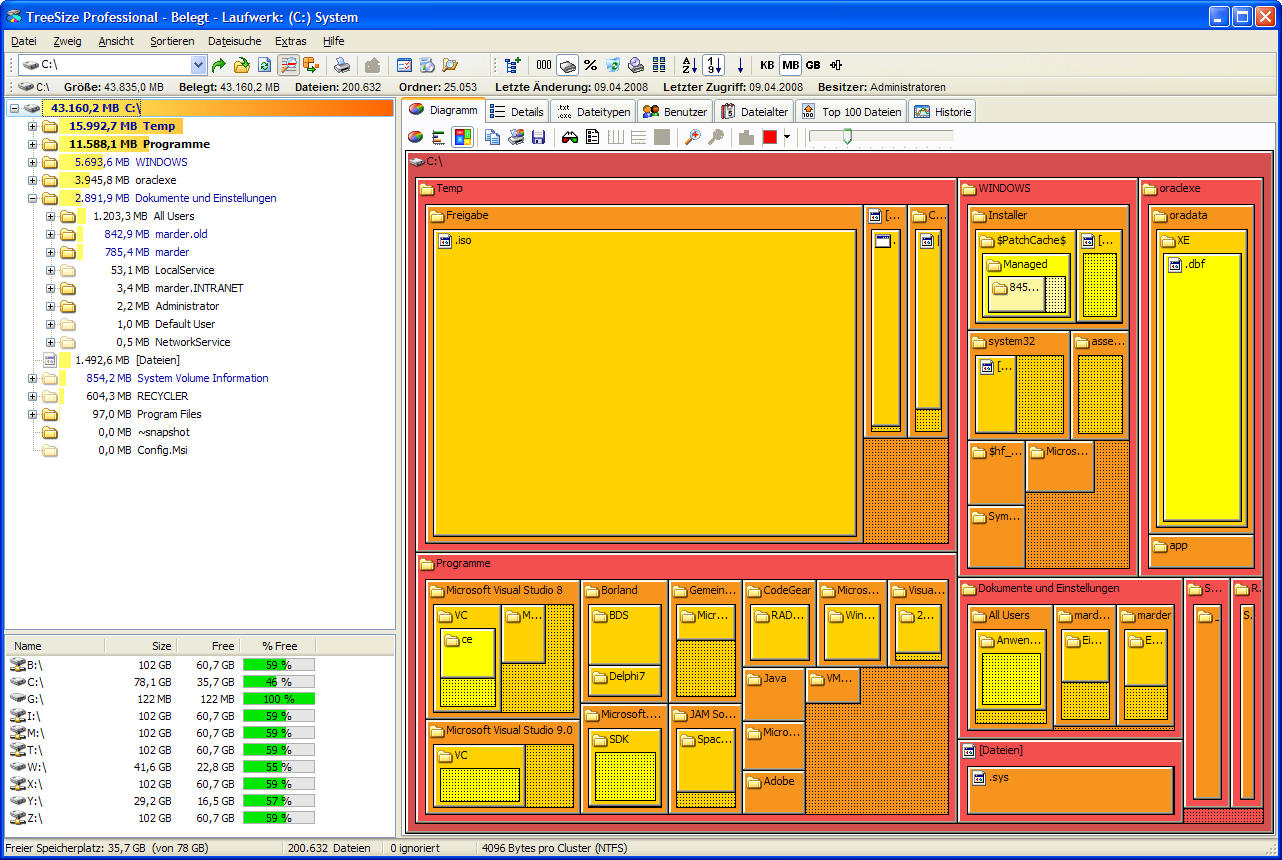
TreeSize 5.1.1版本的软件截图

TreeSize是JAM Software推出的磁盘空间分析器。

## 功能性
TreeSize可以測出電腦上的驱动器以及文件夹有多大，它還能出具磁盤大小报告。報告可以导出为纯文本、HTML、XML或Microsoft Excel文件格式。

## 历史
1996年，TreeSize首個版本推出，代碼作者是Joachim Marder。一年后，新成立的德国公司JAM Software发布了TreeSize的免费版本。